# Прогресс М-15М
Прогресс М-15М — транспортный грузовой космический корабль (ТГК) серии «Прогресс», запущенный к Международной космической станции (МКС). 47-й российский корабль снабжения МКС. Серийный номер 415.

## Цель полёта
Доставка на МКС более 2300 кг различных грузов, в числе которых продукты питания (стандартный продуктовый набор для космонавтов: лимоны, апельсины, зелёные яблоки, лук и чеснок), подарки, топливо в баках системы дозаправки, вода для системы «Родник», медицинское оборудование, бельё, средства личной гигиены, а также оборудование для научных экспериментов, проводимых на станции. Доставка на МКС оборудования для американского сегмента станции, в том числе продукты питания, средства санитарно-гигиенического обеспечения.
Доставка новых детекторов для манекена «Матрёшка».

## Хроника полёта
- 20.04.2012, в 16:50:24 (MSK) 20 апреля в 13:50:24 UTC) — запуск с космодрома Байконур;
- 22.04.2012, в 18:39:33 (MSK) (15:39:33 UTC) — осуществлена стыковка с МКС к стыковочному узлу на агрегатном отсеке служебного модуля «Пирс». Процесс сближения и стыковки проводился в автоматическом режиме;
- 23.07.2012, в 00:25:42 (MSK) (22 июля 21:25:423 UTC) — ТГК «Прогресс М-15М» отстыковался от стыковочного отсека «Пирс» Международной космической станции. В ходе автономного полёта на грузовом корабле планируется проведение теста новой аппаратуры сближения «Курс-НА» с орбитальной станцией;
- В ночь с 23 на 24 июля 2012 г. предпринята попытка стыковки с новой системой «Курс-НА». В ходе сближения возник сбой и ТГК был отведён на безопасное расстояние[2];
- В ночь с 28 на 29 июля 2012 г. осуществлена первая успешная стыковка с новой системой «Курс-НА»[2];
- 31.07.2012, в 01:19:19 (MSK) (30 июля 22:19:19 UTC) — ТГК «Прогресс М-15М» отстыковался от МКС и отправился в автономный полёт.

## Перечень грузов
Суммарная масса доставленных грузов 2356 кг.
| Название | Масса (кг) |
| --- | ---------- |
| Топливо в баках системы дозаправки | 648        |
| Газ в баллонах средств подачи кислорода (СрПК): |            |
| Кислород | 47         |
| Вода в баках системы «Родник» | 420        |
| Топливо в КДУ для нужд МКС | 250        |
| Грузы, доставляемые в герметичном отсеке (суммарная масса — 1241 кг):                                                                                             |            |
| Оборудование для систем: |            |
| водообеспечения | 34         |
| обеспечения теплового режима | 20         |
| обеспечения газового состава | 47         |
| управления и связи | 21         |
| электропитания | 4          |
| бортовых измерений | 2          |
| бортовая информационно-телеметрическая (БИТС2-12) | 16         |
| Средства технического обслуживания и ремонта | 3          |
| Средства санитарно-гигиенического обеспечения | 114        |
| Средства индивидуальной защиты | 60         |
| Контейнеры с рационами питания, свежие продукты | 344        |
| Медицинское оборудование, бельё, средства личной гигиены и профилактики воздействия невесомости                                                                   | 142        |
| Оборудование для ФГБ «Заря» | 179        |
| Оборудование для СО-1 «Пирс» | 1          |
| Оборудование для МИМ-1 «Рассвет» | 41         |
| Оборудование для различных научных экспериментов: «Типология», «Полиген», «Биоэмульсия», «БИФ», «АРИЛ», «ОЧБ», «Плазменный кристалл-3 Плюс», «Физика-Образование» | 9          |
| Бортдокументация, посылки для экипажа, комплект для фотоаппаратуры                                                                                                | 29         |
| Комплект предметов для российских членов экипажа | 137        |
| Контейнер с рационами питания для американских членов экипажа | 38         |

## Научная работа
ТГК «Прогресс М-15М» на три недели превратился в объект научного эксперимента «Радар-Прогресс». Его целью является изучение изменения различных характеристик ионосферы (в частности, плотности, температуры, ионного состава локальных неоднородностей) при работе жидкостных ракетных двигателей космических аппаратов. В ходе проведения опыта ТГК ежедневно совершал по одному манёвру небольшой длительности с включением двигателей. Специалисты следили за возникающими изменениями, используя радар некогерентного рассеяния Института солнечно-земной физики Сибирского отделения РАН. Эксперимент «Радар-Прогресс» проводился второй раз.

## Фотографии

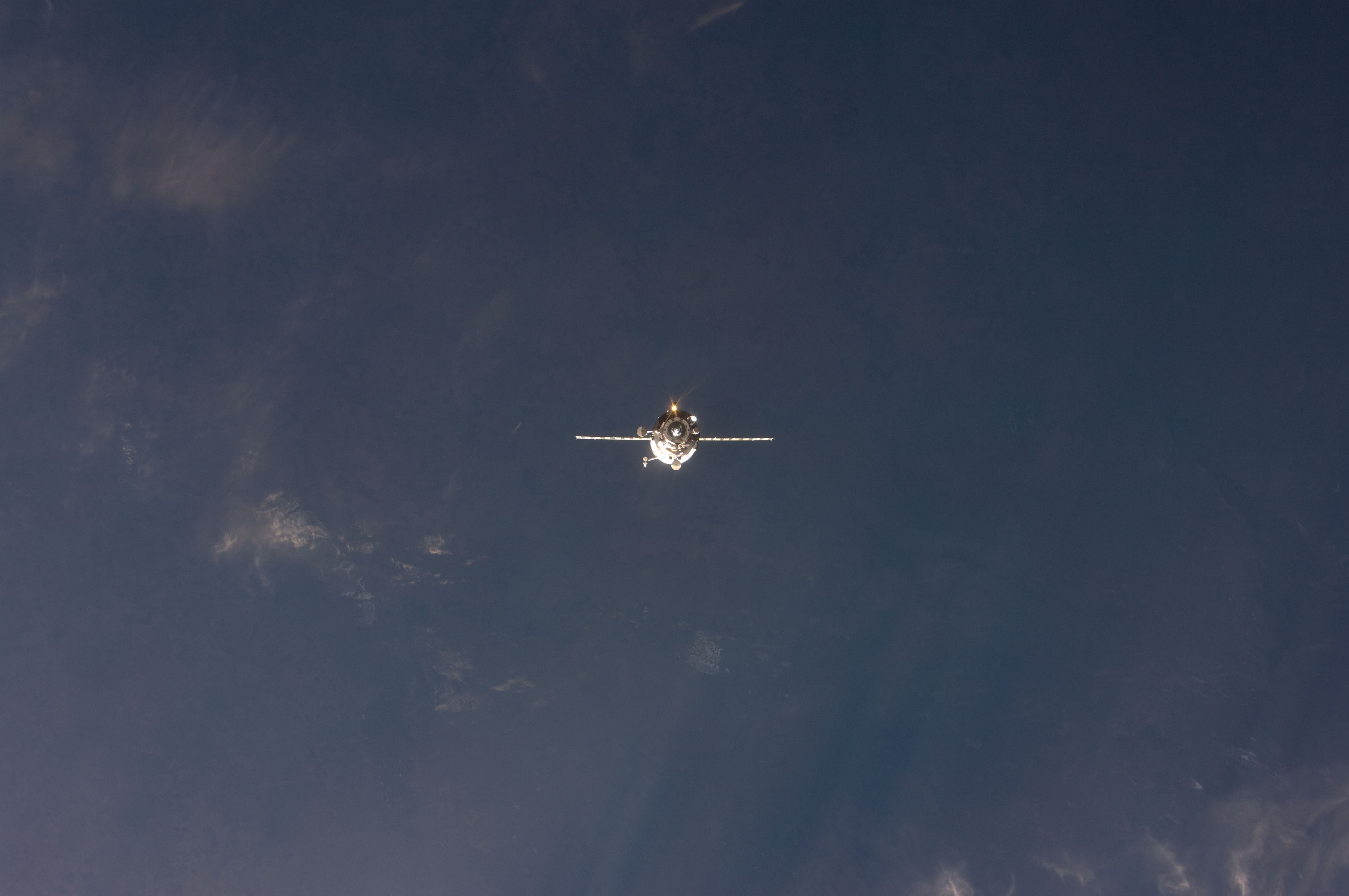
Перед стыковкой с МКС
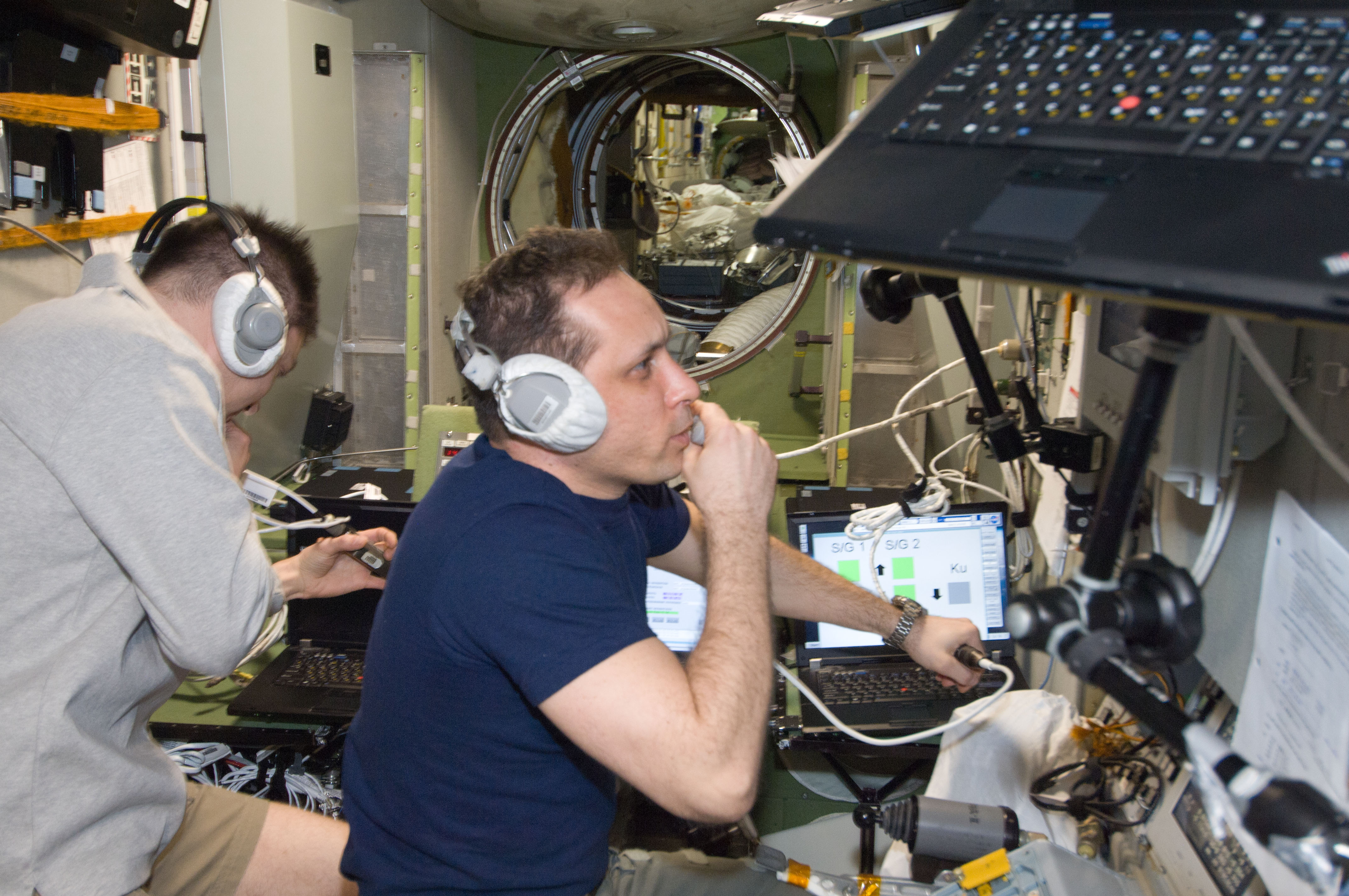
Антон Шкаплеров и Олег Кононенко ведут контроль данных на мониторах во время стыковки ТГК «Прогресс М-15М» с МКС.